# Tráfico humano en Oriente próximo
La trata de personas o tráfico humano en Oriente próximo es la actividad criminal de más rápido crecimiento y más rentable después del tráfico de drogas y de armas. Según el Protocolo de las Naciones Unidas para prevenir, reprimir y sancionar la trata de personas, especialmente mujeres y niños, el tráfico humano se define como: «La trata de personas significa el reclutamiento, transporte, traslado, acogida o recepción de personas, mediante la amenaza o el uso de la fuerza u otras formas de coerción, secuestro, fraude, engaño, abuso de poder o de una posición de vulnerabilidad o de dar o recibir pagos o beneficios para lograr el consentimiento de una persona que tiene control sobre otra persona, con fines de explotación. La explotación incluirá, como mínimo, la explotación de la prostitución ajena u otras formas de explotación sexual, trabajos o servicios forzados, esclavitud o prácticas análogas a la esclavitud, la servidumbre o la extracción de órganos».

## Prevalencia
Un desafío en la lucha contra la trata de personas en los países del Medio Oriente es que los gobiernos niegan que exista un problema. La falta de voluntad política es en parte resultado de amenazas vacías de la comunidad internacional, pero la mayor parte puede atribuirse a fuerzas económicas más profundas y factores sociológicos en juego. En su artículo en «Global Tides», Stephanie Doe afirma que el tráfico sexual es un tema delicado en Medio Oriente por varias razones. En un nivel, sugiere corrupción moral, lo que implica la disminución de la influencia de los valores islámicos en la sociedad. En un nivel más significativo, en la mayoría de los países del Oriente próximo, debido a que los gobiernos son responsables de preservar la tradición y defender la autoridad islámica, esto pone en entredicho su capacidad de mantener una nación unificada por el Islam. En consecuencia, si el gobierno reconociera que el tráfico sexual es un problema, esto podría interpretarse como una alusión a la disminución del poder del Estado. Es difícil cuantificar la magnitud del problema de la trata de personas porque las personas objeto de trata suelen permanecer fuera de la vista y en lugares inaccesibles. La trata de personas es una actividad clandestina y las víctimas son consideradas como una «población oculta». Las ganancias de esta industria suelen pasar por un proceso de lavado de dinero, lo que dificulta rastrear las actividades de los traficantes. Las niñas y mujeres que son explotadas sexualmente mediante violación, prostitución forzada o esclavitud sexual quedan  estigmatizadas por el resto de sus vidas. El vínculo con la inmoralidad sexual exacerba aún más este estigma. Una vez creado ese vínculo, el daño a la reputación de la mujer nunca podrá repararse. En 2003, un estudio publicado en el Journal of Trauma Practice descubrió que el 89 por ciento de las mujeres prostituidas querían escapar. Además, entre el 60 y el 75 por ciento de las mujeres que ejercían la prostitución habían sido violadas y entre el 70 y el 95 por ciento habían sido agredidas físicamente.

## Tipos de tráfico humano en Oriente próximo
Durante la mayor parte de la década de 1990, la trata de personas se definió incorrectamente como migración ilegal, contrabando o trabajo sexual. El Protocolo de las Naciones Unidas para prevenir, reprimir y sancionar la trata de personas define la trata de manera integral: se centra en la coerción con fines de explotación y excluye la posibilidad del consentimiento legal de las víctimas de los traficantes. En Oriente próximo, algunas de las formas más frecuentes de trata de personas son el trabajo forzoso de trabajadores migrantes, la esclavitud sexual y la prostitución forzada y los jinetes de camellos para lo que se emplea a niños jóvenes.

### Trabajos forzados
La esclavitud suele implicar la venta de mujeres y niños como servidumbre involuntaria mediante violencia y privaciones. Existe una clara falta de leyes de protección laboral para los trabajadores domésticos en los países del Consejo de Cooperación del Golfo (CCG). La comunidad internacional reconoce la trata de mujeres y niños como una forma moderna de esclavitud. Muchos inmigrantes, principalmente de estados asiáticos, son engañados para que vengan a Oriente próximo, donde se encuentran en una situación de trabajos forzados o trabajando por salarios muy bajos. Los traficantes atrapan a sus víctimas mediante la coerción, la fuerza o el fraude. Los trabajos forzosos de los trabajadores migrantes son especialmente frecuente en los estados del Golfo Pérsico ricos en petróleo: Kuwait, Omán, Qatar y los Emiratos Árabes Unidos. Con frecuencia se exige a los trabajadores que paguen las deudas que han acumulado en concepto de gastos de viaje y alojamiento.
En julio de 2022, un organismo de investigación de Washington D. C., el Wilson Center, publicó un informe en el que se afirmaba que Qatar aprobó una legislación para mejorar las condiciones de los trabajadores migrantes, convirtiéndose en el primer país del Golfo en permitir a los trabajadores cambiar de trabajo antes de que expire su contrato y el segundo en establecer un salario mínimo para los trabajadores inmigrantes. Según un representante de la Organización Internacional del Trabajo (OIT), hubo avances en la movilidad de los trabajadores, además de otras preocupaciones como la seguridad laboral, el acceso a la justicia y la representación en los comités laborales. «Tanto los recursos como la atenta mirada de la OIT han demostrado ser fundamentales para apoyar el progreso legislativo», dijo el representante.
La trata desde el sur de Asia hacia el Oriente próximo es un problema grave: alrededor de 200000 personas fueron traficadas en los último 20 años y 3400 niños en los últimos 10. La OIT estima que el número mínimo de personas sometidas a trabajos forzosos en Oriente próximo y el norte de África es de unas 230000. 

### Esclavitud sexual
La más común es la explotación en forma de prostitución forzada o esclavitud sexual, aunque existan otras formas. Las autoridades estatales suelen confundir el tráfico sexual con la prostitución. Algunas mujeres jóvenes empobrecidas se sienten atraídas por la industria del sexo porque parece ofrecer dinero fácil y rápido. Los traficantes a menudo atraen a mujeres jóvenes desesperadas con la promesa de un trabajo mejor remunerado o una educación superior en un país de destino donde les quitan por la fuerza su documentación y pasaporte tan pronto como llegan. Estas mujeres a menudo se encuentran en situaciones similares a las de la esclavitud. Una vez que son traficadas hacia la industria del sexo, los traficantes controlan a las mujeres por medios físicos y psicológicos. La prostitución en Oriente próximo es estrictamente ilegal, al igual que toda actividad sexual fuera del matrimonio. La prohibición religiosa de las relaciones sexuales extramatrimoniales refuerza este comercio y, en consecuencia, impulsa aún más la demanda de prostitución. El problema se ve exacerbado por la falta de medidas legislativas adoptadas por los estados para controlar la prostitución y la trata.

### Jinetes de camellos
Aunque las formas más comunes de trata de personas son la esclavitud sexual y el trabajo forzado, no son las únicas. Un tipo de trata que es exclusivo de Oriente próximo es forzar a niños pequeños como jinetes de camellos. Las carreras de camellos son una práctica particularmente peligrosa y violenta a la que se obliga a los jóvenes en contra de su voluntad. Niños de Bangladesh, India y Pakistán son reclutados alrededor de los cinco años de edad para ser jinetes de camellos en países del Oriente próximo como los Emiratos Árabes Unidos. Sus padres normalmente los venden a agentes que recorren los distritos pobres de estos países y se ofrecen a llevarse a los niños varones a los Emiratos Árabes Unidos para trabajar. Estos agentes les dicen a los padres que los niños ganarán grandes sumas de dinero que serán enviadas a sus familias. Los padres suelen ser engañados sobre las condiciones de trabajo. Se les hace creer que los niños obtendrán buenos trabajos y tendrán un futuro mejor que si se quedaran en casa. Generalmente los chicos no saben quién los lleva al extranjero ni con qué propósito. La mayoría de los niños no son conscientes de que se convertirán en jinetes de camellos en contra de su voluntad. Cuando llegan a los Emiratos Árabes Unidos, los niños son trasladados a azbas, que son complejos de entrenamiento de camellos en el desierto. Los niños son objeto de diversas formas de abuso durante su estancia, incluidos castigos como falta de comida y descargas eléctricas. La falta de alimento es una práctica común porque sus dueños intentan mantener su peso en menos de 20 kilos para las carreras.
Las muertes y lesiones de niños durante las carreras son otra preocupación importante. Si fallece algún niños  durante una carrera, son enterrados inmediatamente para evitar investigaciones policiales. Las condiciones en las azbas son muy restrictivas y los niños no pueden abandonar el complejo. Duermen sobre cajas de cartón, lo que los hace muy propensos a sufrir picaduras de escorpiones. Se levantan a las 4:00 de la mañana para comenzar a ejercitar a los camellos. Todos los días llevan a los camellos a pasear hasta las 11:00 de la mañana. Luego se les permite descansar durante dos horas antes de alimentar y limpiar a los camellos. Luego vuelven a ejercitar a los camellos hasta el anochecer. Se supone que a los niños se les debería pagar por su trabajo, pero no se cumple en casi ningún caso. El agente normalmente toma el salario y se lo queda sin asignar nada al niño ni a su familia. Huir es prácticamente imposible para los niños desplegados como jinetes de camellos, ya que los azbas suelen estar en lugares remotos del desierto. Por lo general, los niños se van cuando son demasiado mayores o demasiado pesados y ya no se los considera aptos para las carreras de camellos. Otros niños son enviados a casa porque han sido gravemente heridos en las carreras. Los rescates policiales o de las autoridades de inmigración son prácticamente desconocidos en las azbas.

## Causas del tráfico humano

### Migración extranjera
Una de las principales fuerzas que impulsan la trata de personas en Oriente próximo es la gran afluencia de migración extranjera. Una investigación realizada en 1996 sobre las rutas de migración ilegal, contrabando y trata concluyó que durante el período 1992-97, la mayoría de los inmigrantes ilegales a Europa procedían de Irak, China, Pakistán, India o África. La Organización Internacional para las Migraciones (OIM) observa la trata de mujeres desde Ghana hacia el Líbano, Libia y los países de la UE, mujeres para el servicio doméstico desde África central y occidental hacia Arabia Saudita y Kuwait, e incluso migraciones voluntarias de mujeres desde Etiopía hacia Oriente próximo, donde las condiciones de trabajo se consideran prácticamente de esclavitud. Oriente próximo es una región de destino para hombres y mujeres víctimas de trata con fines de explotación comercial y sexual. Se sabe que hombres árabes adinerados de la zona del Golfo Pérsico alquilan pisos «amueblados con criadas» durante unas pocas horas o unos meses. La mayoría de las prostitutas y víctimas de la trata de personas tienden a ser de Etiopía, Nigeria y Pakistán. Muy pocos países de Oriente próximo carecen de la industria del sexo comercial.

### Pobreza
De los muchos lugares donde prevalece la trata de personas en el Oriente próximo, la mayoría se caracteriza por la pobreza. La trata de personas es un mercado impulsado por principios de oferta y demanda. Por lo tanto, donde hay pobreza, es probable que exista una oferta para satisfacer la creciente demanda de entretenimiento sexual. La vulnerabilidad económica aumenta la probabilidad de que las mujeres se conviertan en mercancías sexuales para los árabes ricos en la zona del Golfo Pérsico. Aunque existen implicaciones sociales abrumadoras, también parece haber patrones financieros regionales que perpetúan esta tendencia. Las menores oportunidades laborales para las mujeres han llevado a la prostitución como alternativa. Por ejemplo, en Egipto, las mujeres de clase baja ven que unas pocas noches en la prostitución generan más dinero que un mes de trabajo en el sector público. Esto convierte a Egipto en un lugar popular para el turismo sexual internacional. A pesar de que el turismo sexual es ilegal, a los egipcios les resulta difícil rechazar las divisas del Golfo debido a su economía en ruinas. La proliferación de la prostitución, el turismo sexual y los matrimonios misyar puede entenderse como consecuencia de un desarrollo económico desigual, exacerbado aún más por los principios de oferta y demanda. Los nacionales del Golfo Pérsico tienen la voluntad y los medios para dedicarse al entretenimiento sexual, y las comunidades musulmanas más pobres pueden ofrecer servicios a cambio de seguridad financiera.

## Matrimoniosmisyar
Para evitar las repercusiones del sexo fuera del matrimonio, hombres y mujeres de Oriente próximo en ciertos países participan en una práctica común con el nombre de «matrimonio misyar», también llamado nikah misyar. Este tipo de matrimonio nació con el único fin de obtener placer físico. Puede definirse como un «matrimonio temporal» o su traducción literal, «matrimonio ambulante». Los matrimonios misyar no requieren la cohabitación del marido y la mujer, un compromiso a largo plazo, disposiciones de bienestar para la esposa o la intención de procrear, que son todos los elementos de un matrimonio islámico tradicional. Si bien los matrimonios misyar son un contrato en el sentido técnico, la duración del matrimonio no se establece explícitamente en el contrato, sino que está implícita. Los matrimonios misyar han sido comúnmente llamados «prostitución legal». Un matrimonio de este tipo no es una opción para una mujer que quiere ser vista como respetable, porque compromete muchos de sus derechos y valores básicos. A pesar de su naturaleza controvertida, los matrimonios misyar son aceptados tanto religiosa como legalmente como matrimonios válidos. Según Syed Ahmad, los matrimonios misyar son populares en los países islámicos porque legitiman las relaciones sexuales fuera de los matrimonios convencionales. El jeque Yusuf Al-Qaradawi, una autoridad destacada y una de las figuras de la erudición islámica, afirma que el matrimonio misyar es religiosamente legítimo. Al-Qaradawi añade que «no hay duda de que ese matrimonio puede ser de algún modo socialmente inaceptable, pero hay una gran diferencia entre lo que es islámicamente válido y lo que es socialmente aceptable». Al-Qaradawi indica que, siempre que ambas partes acepten los términos del contrato matrimonial, están legalmente casados a los ojos de Allah. Los matrimonios misyar supuestamente impiden que los jóvenes solteros y las viudas satisfagan sus deseos sexuales fuera del matrimonio, lo que tradicionalmente se consideraría pecaminoso. Misyar legitima estos actos que de otro modo se considerarían ilegales. Oriente próximo es bien conocido por su estricta observancia de los códigos morales y su sensibilidad hacia el tema tabú del sexo. En la mayoría de las sociedades de Oriente próximo, donde el Islam es la religión dominante, las relaciones sexuales prematrimoniales y extramatrimoniales se consideran fornicación. En algunos países islámicos, los fornicarios reciben cien azotes ante una multitud de testigos por pecados como el sexo prematrimonial. Zina es la palabra en muchos países del Oriente próximo emplean para referirse al concepto de conducta sexual inapropiada por parte de hombres y mujeres. A pesar de todas estas repercusiones para las relaciones sexuales extramaritales, la cobertura de los medios y los grupos de derechos humanos están revelando que la prostitución está presente y prospera en Oriente próximo. Los matrimonios misyar también tienden a explotar la vulnerabilidad económica de las mujeres en situación de pobreza.